# One instruction set computer
Con One Instruction Set Computer (OISC) si indica una macchina di Turing che usa una sola istruzione, e non necessita quindi di opcode. Gli OISC sono solitamente utilizzati nell'insegnamento.
Un modello commerciale di calcolatore che utilizza un OISC è il MAXQ della Maxim, che utilizza la sola istruzione MOVE.

## Tipologie di OISC
Esistono varie possibilità di realizzare un OISC che sia Turing-completo.

### Sottrai e salta se...
I più utilizzati a livello didattico sono gli OISC basati su SUBLEQ (sottrai e salta se ≤ 0 - SUB Less EQual) e SUBNEG o SBN (sottrai e salta se negativo - SUB NEG - Subtract and branch if negative). Le implementazioni sono, in pseudo codice:
```
subleq
 
''
a
''
,
 
''
b
''
,
 
''
c
''
   
; Mem[''b''] = Mem[''b''] - Mem[''a'']

                             
; if (Mem[''b''] ≤ 0) goto ''c''

 

subneg
 
''
a
''
,
 
''
b
''
,
 
''
c
''
   
; Mem[''b''] = Mem[''b''] - Mem[''a'']

                             
; if (Mem[''b''] < 0) goto ''c''

```

### Sottrai e salta se c'è riporto (RSSB)
In inglese Reverse Subtract and Skip if Borrow: l'accumulatore è sottratto dalla locazione di memoria corrente. Se il valore è negativo, salta l'istruzione successiva. Il puntatore all'istruzione (program counter) è all'indirizzo 0, l'accumulatore all'1.
```
RSSB
 
''
a
''
 
; Mem[''a''] = Mem[''a''] - Mem[''1'']

           
; Mem[''1''] = Mem[''a'']

           
; if (Mem[''1''] < 0) Mem[''1''] = Mem[''1''] + 1

```

### Move
Una "move machine", detta anche CPU a transport triggered architecture usa la sola istruzione Move, che opera direttamente sulla memoria.
```
move
 
''
a
''
 
to
 
''
b
''
 
; Mem[''b''] := Mem[''a'']

```

A volte viene scritto come
```
''
a
''
 
-
>
 
''
b
''
 
; Mem[''b''] := Mem[''a'']

```

Le operazioni aritmetiche sono effettuate tramite una ALU, che per indirizzi di più word può essere rimpiazzata da tabelle di lookup, mentre i salti sono effettuati mappando il program counter in memoria. Un esempio è stato costruito a partire dall'automa cellulare Wireworld. Un saggio su tale architettura e sul funzionamento è stato scritto da Douglas W. Jones.
Anche il MAXQ della Maxim utilizza tale design.

## BitBitJump
Il BitBitJump è simile al sottrai e salta, solo che opera copiando singoli bit, invece che sottraendo indirizzi di memoria: ad esempio il codice
```
19
 
20
 
8

0
 
0
 
-1

```

è rappresentato ad 8 bit (MSBF) come 
```
[00010011]
 
[00010100]
 
[00001000]

[00000000]
 
[00000000]
 
[11111111]

```

La prima istruzione copia il 19° bit nel 20°, quindi
```
[00010011]
 
[00010100]
 
[00011000]

[00000000]
 
[00000000]
 
[11111111]

```

la memoria diventa ora 
```
19
 
20
 
24

0
 
0
 
-1

```

Viene eseguito il salto al 24 bit, ossia la seconda riga, che copia il bit 0 su se stesso e termina (il salto ad indirizzi negativi termina l'esecuzione).